# Detained
Detained er en amerikansk stumfilm fra 1924 af Percy Pembroke og Joe Rock.

## Medvirkende
- Stan Laurel
- Julie Leonard
- Agnes Ayres